# 40-о средно училище „Луи Пастьор“
40 средно училище „Луи Пастьор“ се намира в София.
Основано е на 15 септември 1983 г. като 40 ОУ Година по-късно на 6 юли е официално открито, а на 15 септември става средно политехническо.
През август 1989 г. с решение на тогавашния Софийски народен съвет училището е наименувано на големия френски учен, биолог и химик Луи Пастьор, като оттогава датират добрите му отношения с Френския културен институт в България.
Разположено е на улица „Иван Бойчев“ №17, в ж.к. „Люлин-9“, близо до 12-и ДКЦ.